# دیکرسون (مریلند)
دیکرسون (به انگلیسی: Dickerson) یک منطقهٔ مسکونی در ایالات متحده آمریکا است که در مریلند واقع شده‌است. دیکرسون ۱٬۸۴۸ نفر جمعیت دارد.